# Яровенко Наталія Миколаївна
Наталія Миколаївна Яровенко (13 березня 1919, Очаків — 16 червня 2000, Таганрог, Росія) — радянський педагог, Заслужений учитель РРФСР, Відмінник освіти СРСР.

## Походження та навчання
Народилася 13 березня 1919 року в місті Очаків (нині це Миколаївська область), в період громадянської війни на території, що контролювалась силам Півдня Росії.
В 1930-х роках родина Н.Яровенко переїхала в м. Таганрог.

## Педагогічна діяльність
Після закінчення в 1940 році Ростовського державного педагогічного інституту Н.Яровенко отримала направлення в Таганрог, де в школі № 6 викладала історію.
В 1943 році, відразу після звільнення Таганрогу від гітлерівської окупації, була призначена директором школи № 6.
З 1947 по 1975 роки вона працювала директором школи № 24

## Громадська діяльність
Н. Яровенко постійно обиралась народним депутатом міської та районної Рад Таганрогу.